# Ein Jahr vogelfrei!
Ein Jahr vogelfrei! (Originaltitel: The Big Year) ist eine US-amerikanische Filmkomödie von David Frankel aus dem Jahr 2011. In den Hauptrollen sind Steve Martin, Jack Black und Owen Wilson zu sehen. Der Film basiert auf dem Roman The Big Year: A Tale of Man, Nature and Fowl Obsession von Mark Obmascik. Der Film startete am 14. Juni 2012 in den deutschen Kinos.

## Handlung
Der Programmierer Brad Harris und der schwerreiche Industrielle Stu Preissler erfüllen sich gegen den Widerstand ihrer direkten Umgebung einen lang gehegten Lebenstraum. Sie wollen ein „Big Year“ einlegen und innerhalb eines Jahres in den Vereinigten Staaten so viele unterschiedliche Vogelarten beobachten wie möglich. Den Rekord aus dem Jahr 2003 hält Kenny Bostick mit 732 verschiedenen Arten. Er befürchtet jedoch, dass nach „El Niño“ sein Rekord gebrochen werden könnte und begibt sich trotz großer Bedenken seiner Frau Jessica ebenfalls auf ein „Big Year“.
Während einer Bootsfahrt lernen sich Brad und Stu kennen und freunden sich an. Brad erzählt Stu, dass er auf einem „Big Year“ ist, Stu verheimlicht die eigenen Ziele jedoch gegenüber Brad. Der erfahrene Einzelgänger Kenny erkennt sofort die Absichten seiner beiden Kontrahenten und torpediert ihre weiteren Vorhaben, wo eben möglich.
Die für Vogelbeobachter wichtige Reise nach Attu, der westlichsten Insel der Aleuten, verpasst Stu wegen eines dringenden Geschäftstermins. Auf Attu lernt Brad Elli kennen und freundet sich mit ihr an. Brad hat inzwischen erfahren, dass auch Stu auf einem „Big Year“ ist. Als Stu verspätet auf Attu eintrifft, kommt es zum kurzen Streit zwischen den beiden. Danach beschließen sie jedoch, nun gemeinsam gegen Kenny anzugehen und ihm den Rekord streitig zu machen.
Als ein Kollege von Kenny in Buffalo eine Schneeeule sichtet, einen Vogel, der Kenny schon immer auf der Liste fehlte, sagt Kenny einen wichtigen Termin beim Gynäkologen ab, wo sich Jessica gerade auf eine künstliche Befruchtung vorbereitet hat. Bei Kennys Rückkehr teilt sie ihm mit, dass sie die Scheidung wünscht.
Brads zerrüttetes Verhältnis mit seinem herzkranken Vater bessert sich, als beide bei einer gemeinsamen Erkundung im heimischen George-Washington-Nationalpark einen Bartkauz finden. Brad kann seine Zahl auf 734 hochschrauben, nachdem er und Stu an Thanksgiving nach einem Sturm mit dem Schiff von Annie Auklet eine Ausfahrt machen. Kenny hatte Annie in der Vergangenheit mehrfach unfreundlich behandelt und mit der Extrafahrt wollte sich Annie an Kenny rächen.
Am Ende des Jahres macht Kenny mit 755 Sichtungen das Rennen, hat jedoch Jessica verloren. Brad wird zweiter, fühlt sich aber wie der Sieger, da er seit Silvester fest mit Elli zusammen ist. Kenny reist nach China, um dort seine Vogelbeobachtungen fortzusetzen. Stu widmet sich ab sofort ganz der Familie.

## Kritiken
„Obwohl in den Hauptrollen mit einschlägigen Comedy-Stars besetzt, meidet der Film jeglichen herablassenden Humor auf Kosten der Figuren und entwickelt in einer ansprechenden Mischung aus Leichtigkeit und Ernst eine ureigene Geschichte über den Preis des Erfolgs.“

„Was nach einem niveauvollen Spaß über das Leben, das Universum und den ganzen Rest klingt, entpuppt sich leider schnell als alberner Klamauk der typisch amerikanischen Art. Regisseur David Frankel („Der Teufel trägt Prada“) hätte dem Ganzen durchaus mehr Tiefe verleihen dürfen. Immerhin überzeugen die wunderbaren Drehorte und die Darsteller.“